# Giovanni della Robbia
Giovanni della Robbia (Florence, 1469 – 1529) est un sculpteur et un céramiste italien de la haute Renaissance appartenant à la célèbre famille d'artistes italiens Della Robbia, fils d'Andrea della Robbia et petit neveu de Luca della Robbia, spécialistes de la terracotta invetriata polychrome, dans leur atelier familial transmis d'une génération à l'autre qu'il reprit à partir de 1525.

## Biographie
Giovanni della Robbia accentua le caractère polychrome de ce type d'œuvres, en ajoutant des nouvelles couleurs à la traditionnelle bichromie bleu/blanc de ses prédécesseurs. Comme son père, il réalisa de très nombreuses œuvres dans toute la Toscane, des tondi, des médaillons, des tabernacles, des panneaux...
Ses œuvres cependant perdirent de la force expressive et d'adresse perspective, même  si elles sont de haut niveau.

## Œuvres

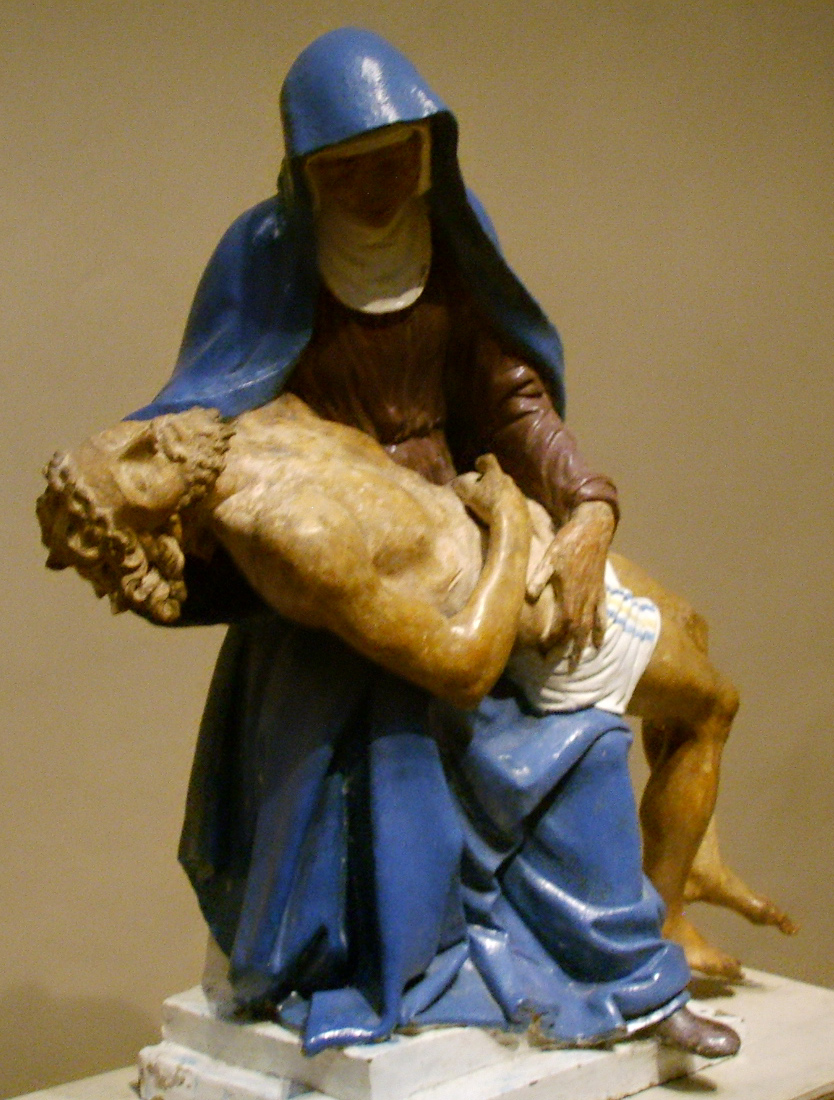
Pietà, National Gallery of Art, Washington

- Autel de la Vergine dei miracoli, San Menardo, Arcevia (avec Andrea)
- Statue de Marie Madeleine, San Medardo, Arcevia
- Ghirlanda di fiori e frutta, Arcevia

- Fonts baptismaux de la paroissiale San Donato in Poggio sur la commune de Tavarnelle Val di Pesa.
- Au musée national du Bargello de Florence :
  - La Vierge et l'Enfant avec saint Jean-Baptiste enfant
  - Saint Augustin
  - La Vierge en adoration de l'Enfant, accompagnée du petit saint Jean-Baptiste
  - Les Marie au Sépulcre
  - Bacchus
  - Tabernacle des Fonticine

### Dans les musées du monde
- San Sebastiano et plusieurs anges porte-candélabre, musée du Louvre, Paris
- Console de tabernacle, Detroit Institute of Arts, Michigan
- Nativité, musée de l'Ermitage, Saint-Pétersbourg
- Bustes et statuettes, musée des beaux-arts de Boston, Boston
- Pietà, le Christ jeune, National Gallery of Art, Washington
- Christ et la Samaritaine au puits, Figure de Dovizia, Cleveland Museum of Art, Ohio

## Sources
- (it) Cet article est partiellement ou en totalité issu de l’article de Wikipédia en italien intitulé « Giovanni della Robbia » (voir la liste des auteurs).